# Phöbus und Boreas

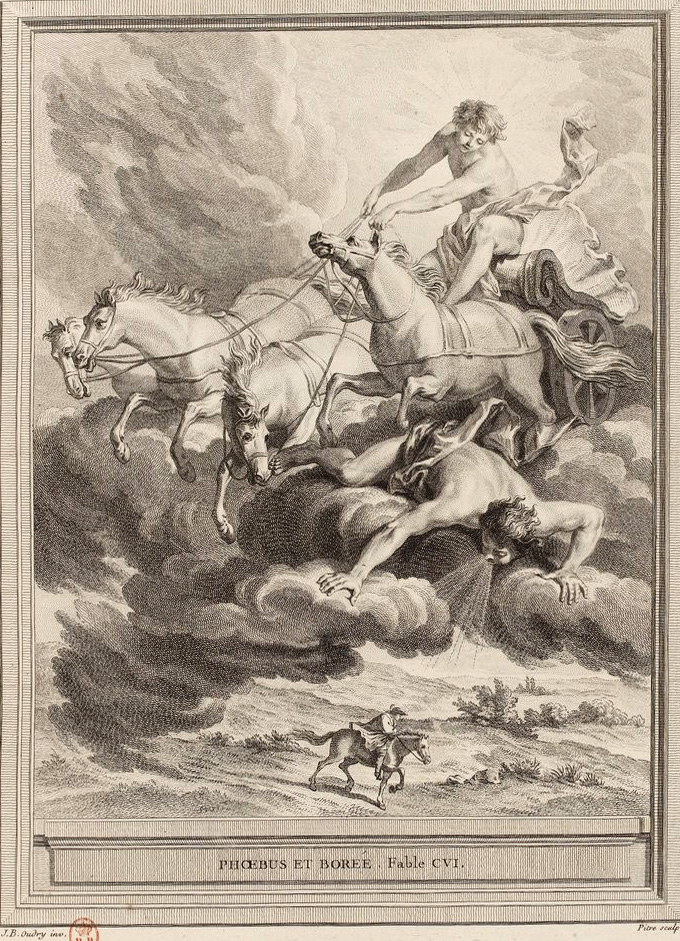
Phébus et Borée

Phöbus und Boreas (französisch: Phébus et Borée) ist die dritte Fabel im sechsten Buch der Fabelsammlung Fables Choisies, Mises En Vers des französischen Dichters Jean de La Fontaine, die er 1668 erstmals veröffentlichte.
Einst sahen der Sonnengott Phoebus (auch Helios genannt) und der Windgott Boreas vom Himmel herab einen Wandersmann auf Reisen, der sich vorsorglich mit wärmenden Kleidern angezogen hatte. Die beiden Götter hielten eine Wette ab, wer von ihnen beiden durch seine Kraft den Wanderer dazu bringen könne, seine Kleider abzulegen. Der Wind trat als erster an und blies sehr stark, um dem Wanderer die Kleider vom Leib zu reißen, was diesen jedoch dazu veranlasste, seinen Mantel noch fester um sich zu wickeln. Dann trat die Sonne auf, und sie brachte den Mann allein durch ihre wärmenden Strahlen dazu, seine Kleider freiwillig abzulegen – dabei musste sie nicht mal übermäßig heiß werden.
La Fontaine verwendete oft Narrative anstelle von Argumenten. Die Moral dieser Fabel sagt aus: Um andere nach Ihrem Willen zu beugen, passen Sie lieber Ihre Ansprüche an die Bedürfnisse der anderen an. Das Argument ist hier das des Zuckerbrots und der Peitsche, will heißen: Verführung ist effektiver als Aggression.